# Ratchet & Clank: Tutti per uno
Ratchet & Clank: Tutti per uno (Ratchet & Clank: All 4 One) è un videogioco a piattaforme della serie Ratchet & Clank, prodotto dalla Insomniac Games. È stato annunciato al Gamescom 2010. In Europa è uscito il 21 ottobre 2011, tre giorni dopo rispetto agli Stati Uniti.

## Trama
Ratchet e Clank decidono dopo tanto tempo di ritirarsi dalla loro vita di eroi, mentre il borioso capitano Qwark è diventato presidente della galassia di Polaris ed è alla continua ricerca del suo vecchio nemico, il dottor Nefarious (scomparso dalla circolazione dopo gli eventi di Ratchet & Clank: A spasso nel tempo). Questi, vedendolo in TV, ordisce subito un piano per eliminarlo.
Ratchet e Clank accompagnano Qwark a Luminopolis, sul pianeta Igliak, per una conferenza secondo cui avrebbe sconfitto e congelato uno Z'Grute Mangialuce, cosa che in realtà non è successa. Arrivati sul posto dove è stato posizionato il mostro, scoprono che in realtà era una trappola del dottor Nefarious che rianima lo Z'Grute, ma questi assorbe l'energia del suo mezzo facendo precipitare lui e Lawrence; il maggiordomo robotico, vista la situazione, decide di dimettersi dal suo dovere di assistente. A questo punto Ratchet e Clank stringono un'improbabile alleanza con Qwark e Nefarious e insieme riescono a sconfiggere la bestia scatenata. Proprio in quel momento un gigantesco drone prende lo Z'Grute e tutti loro.
Il quartetto si risveglia all'interno di un macchinario, dal quale vengono salvati da Susie, una ragazzina Tharpod, e riescono ad uscirne. Una volta fuori scoprono che si trovano nelle Piane di Aldaros sul pianeta Magnus, ma vedono che la gravità del paesaggio è stata alterata. In quel momento vengono contattati da Zephyr e Cronk, i quali, nel tentativo di recuperarli, sono finiti in un campo di asteroidi in attesa di soccorsi; nel frattempo rimarranno in contatto con loro grazie a un satellite spia. Seguendo Susie vedono che la ragazzina viene rapita da un Gravoid. Seguendola si imbattono in un enorme robot da guerra che trasporta un Oktomoth. Sconfitta la creatura ritrovano Susie e la ragazzina li porta nel suo villaggio a Tortenfire. Qui il suo padre adottivo rivela al gruppo l'identità del drone: Ephemeris, il cui unico scopo è quello di raccogliere le creature più pericolose dell'universo e le porta su Magnus, e il braccio destro di colui che lo controlla è il comandante Spog - il robot visto prima. Ratchet è inizialmente riluttante a precipitarsi in una nuova avventura, ma i sentimenti della dolce Susie lo convincono a prendere in mano la situazione insieme ai suoi compagni.
Attraversato il Boscosecco e sconfitto un Sempreverme, Clank scopre un olo-diario in cui un certo dottor Frumpus Croid è testimone dell'assalto di Ephemeris e dei Collezionisti guidati dal comandante Spog. Il gruppo giunge al N.E.S.T. (Terminale extraterrestre nord di smistamento), luogo in cui il comandante Spog marchia e colloca le creature su Magnus. Dopo aver messo a soqquadro il suo quartier generale lo affrontano dall'alto della sua fabbrica. Gravemente danneggiato, Spog accetta di essere riparato dal dottor Nefarious - che malvolentieri acconsente - per rivelare un modo su come sconfiggere Ephemeris: egli dice soltanto di trovare il suo creatore che vive nella foresta delle rocce blu. Cronk e Zephire scoprono che si tratta del dottor Frumpus Croid che si trova nella Foresta Terawatt. Per arrivarci, il gruppo raggiunge Octonok Cay, un villaggio di Tharpod pescatori sul quale è stato posizionato un W.A.S.P. (piattaforma per l'alterazione del tempo atmosferico) che rende il mare perennemente burrascoso, l'habitat dei Sepiad. Cronk e Zephyr scoprono inoltre che il dottor Croid aveva un compagno di scienza, il dottor Nevo Binkelmeyer, con il quale stava lavorando ad un progetto che avrebbe rivoluzionato la scienza. Tuttavia, sembra che i loro rapporti si siano incrinati, tanto che lo aveva accusato di un crimine che, probabilmente, aveva commesso. Saliti sul W.A.S.P., il gruppo riesce a distruggerlo e ad arrivare al faro che presenta una strada che li porterà alla Foresta Terawatt. Proprio in quel momento compare il Re Sepiad che cerca di divorarli; fortunatamente vengono soccorsi dall'unico Tharpod rimasto che avevano incontrato prima e riescono a tramortire il Re Sepiad con delle scariche elettriche. Giunti finalmente al faro scoprono che il Re Sepiad è ancora vivo e gli sta alle calcagna fin sopra il faro. Il gruppo decide di ipnotizzarlo con la luce per poi dargli da mangiare degli Slorg, fulminandolo. Alla fine il Re Sepiad muore soffocato da uno di essi.
Arrivati alla Foresta Terawatt, il gruppo attraversa i Campi di Rossa fino (come spiegano le registrazioni del dottor Croid e Nevo) ad attivare uno dei Guardian che Croid aveva creato per difendersi dai Collezionisti - e che Qwark chiama "Leon". Grazie al Guardiano riescono ad arrivare alla stazione elettrica presente nel Cratere Gorthon, causato da una cometa, e a riattivarla per entrare nella Sala della Paradossologia dove si è rinchiuso Croid. Tuttavia scoprono, tramite delle registrazioni di sfida di Croid rivolte a Nevo, che non era altro che una farsa e che lui si trova sulla luna Phonica. Riescono ad arrivarci grazie a un prototipo di Ornitottero del laboratorio, e dopo aver superato le difese installate da Croid negli anni, lo incontrano ormai quasi impazzito per tutto il tempo passato in solitudine. Fortunatamente, Nefarious riesce a triangolare la posizione di Ephemeris rintracciando il suo luogo di ricarica sull'altopiano Plateau Vilerog a Uzo City.
Durante il viaggio di ritorno su Magnus si imbattono in Ephemeris che li fa precipitare sul Mar Polare. Sopravvissuti ai pericoli tra i ghiacci, Ratchet, Clank, Qwark e Nefarious scoprono che la passerella per Uzo City è rotta, ma proprio mentre stanno per perdere le speranze giunge in loro soccorso l'Idraulico di Novalis che la ripara. Arrivati a Uzo City, il quartetto riesce a farsi strada fino al Plateu Vilerog, dove incontrano di nuovo Susie, intenzionata a fare anche lei la sua parte per vendicare i suoi genitori, ma il caro Ratchet le promette che sistemeranno tutto loro, e che nel frattempo lei, insieme a due suoi amici, faranno da guardia per coprirgli le spalle. Grazie anche all'aiuto del comandante Spog (andato in pensione prima del previsto e avvertito da Cronk e Zephyr) Ratchet, Clank, Qwark e Nefarious entrano dentro Ephemeris, dove incontrano Nevo, il quale non sembra il tipo pericoloso descritto da Croid: la risposta si presenta dietro di lui: a bordo di un overtrono è seduto il Signor Dinkles, l'animaletto da compagnia di Croid, più intelligente di quanto appaia. Egli rivela che in realtà, all'interno di quel corpo c'è lo spirito di uno dei Loki del Pianeta Toranux, distrutto molto tempo fa quando il Cragmite Bagogg vi atterrò per poi distruggerlo con un Disintegratore Planetario; i Loki si rifugiarono nei frammenti del pianeta per sopravvivere, e uno di essi precipitò su Magnus, e per sopravvivere decisero di entrare nei corpi degli animali piccoli (in quanto quelli grandi hanno dimostrato una notevole resistenza alla loro influenza), influenzando con la loro presenza l'intelligenza dei Tharpod. Quando il dottor Croid e Nevo li scoprirono, credendo che si trattassero di "energia protomorfa", decisero di costruire un estrattore per analizzarlo. Il malvagio Signore dei Loki colse l'occasione per rubare il dispositivo e sottomettere Nevo che aveva cercato di fermarlo, obbligandolo a costruire i Collezionisti e a modificare Ephemeris, che in origine era un semplice drone di ricerca per rintracciare il Signor Dinkles. Il passo successivo era quello di catturare abbastanza mostri da usare l'estrattore di energia protomorfa per trasferirli al loro interno e distruggere l'universo. A sorpresa di tutti, Croid sbuca dall'alto e lancia fuori dall'overtrono il Signore dei Loki; sfortunatamente riesce ad attivare l'estrattore e a separarsi dal Signor Dinkles per essere trasferito in un Grivelnox, sommo predatore di Rykan V, in grado di rinforzare il proprio corpo mediante ciò che ingerisce. Durante il combattimento, infatti, divora prima un Sempreverme, poi lo Z'Grute Mangialuce, mettendo a dura prova il gruppo. Grazie per all'aiuto di Croid e Nevo, Ratchet, Clank, Qwark e Nefarious riescono ad espellere il Loki dal Grivelnox. Vedendosi scoperto senza un corpo, il Signore dei Loki prende di mira Qwark ma, a sorpresa di tutti, Nefarious si interpone e gli tira un manrovescio tale che alla fine si dissolve. Per festeggiare l'evento Susie scatta una foto con tutti i presenti.
Ratchet afferma che l'universo avrà sempre bisogno di lui e Clank, con grande approvazione del robot, mentre i rapporti tra Qwark e Nefarious sembrano essersi addolciti. In quel momento arrivano Cronk e Zephyr, soccorsi nientemeno che da Lawrence, il quale vorrebbe ritornare al servizio del suo vecchio padrone. Tra lo stupore di tutti, che credevano Nefarious cambiato, il diabolico scienziato ruba loro la nave affermando che egli sarà sempre un supercriminale. Per ritornare a casa, Ratchet decide che piloteranno Ephemeris.
La scena finale mostra Nefarious e Lawrence vagare nello spazio, e mentre il maggiordomo spiega cosa avrebbero fatto, Nefarious guarda con nostalgia una foto in cui è raffigurato con Ratchet, Clank e Qwark, segno che quell'avventura gli ha fatto scoprire il vero significato dell'amicizia.

## Modalità di gioco
In questo episodio è possibile utilizzare la modalità cooperativa per giocare in due o più giocatori nell'avventura principale. È possibile giocare fino a quattro giocatori online come alleati o anche contemporaneamente con giocatori in modalità offline e online (ad esempio due giocatori con la stessa televisione e due online con un'altra televisione).
A differenza di tutti gli altri Ratchet & Clank, in questo episodio non sono presenti le navicelle (tranne che in rare missioni, in cui si possono pilotare attraverso sentieri costellati di insidie), ma nella maggior parte dei casi, per muoversi da un'ambientazione all'altra, i protagonisti utilizzano un "treno", che li porta in diverse ambientazioni. Il gioco è disponibile in America ed in alcuni paesi europei, oltre che in versione normale, anche in una particolare Special Edition. In Italia è disponibile solo la versione base.
Il gioco ha la piena compatibilità con la tecnologia Motion Controller del PlayStation Move anche se, per godere a pieno del gioco, come anche Insomniac ha confermato sul suo account ufficiale Facebook, è preferibile giocare il titolo interamente con un controller DualShock 3 Sony.
Il design dei personaggi, inoltre, ha subito sostanziali cambiamenti, è divenuto più deformed ed essenziale.

## Doppiaggio
| Personaggio                     | Doppiatore originale   | Doppiatore italiano |
| ------------------------------- | ---------------------- | ------------------- |
| Ratchet                         | James Arnold Taylor    | Alessandro Rigotti  |
| Clank                           | David Kaye             | Aldo Stella         |
| Capitano Qwark                  | Jim Ward               | Gianni Gaude        |
| Dr. Nefarious                   | Armin Shimerman        | Riccardo Rovatti    |
| Signor Dinkles/Signore dei Loki | Steve Blum             | Ivo De Palma        |
| Susie                           | Cristina Pucelli       | Deborah Morese      |
| Zephir                          | Paul Eiding            | Riccardo Peroni     |
| Cronk                           | Dan Hagen              | Marco Balzarotti    |
| Anziano Tharpod                 |                        | Riccardo Peroni     |
| Idraulico                       | Jess Harnell           | Andrea De Nisco     |
| Lawrence                        | Michael Bell           | Oliviero Corbetta   |
| Nevo Binklemeyer                | Richard Steven Horvitz | Claudio Moneta      |
| Frumpus Croid                   | Robin Atkin Downes     | Federico Danti      |
| Comandante Spog                 | Jim Ward               | Natale Ciravolo     |
| Kip Darling                     | Lloyd Sherr            | Riccardo Rovatti    |

## Accoglienza
La rivista Play Generation diede al gioco un punteggio di 77/100, apprezzando la modalità cooperativa per quattro giocatori e lo humor tipico della serie ma come contro il fatto che in singolo fosse molto meno divertente ed alcuni enigmi che si rivelavano troppo semplici, finendo per trovarlo meno brillante dei precedenti capitoli e che sapeva offrire il massimo se giocato in compagnia. La stessa testata lo classificò in seguito come il secondo migliore titolo platform del 2011.